# Karera
Karera è una suddivisione dell'India, classificata come nagar panchayat, di 23.491 abitanti, situata nel distretto di Shivpuri, nello stato federato del Madhya Pradesh. In base al numero di abitanti la città rientra nella classe III (da 20.000 a 49.999 persone).

## Geografia fisica
La città è situata a 25° 28' 0 N e 78° 9' 0 E e ha un'altitudine di 304 m s.l.m..

## Società

### Evoluzione demografica
Al censimento del 2001 la popolazione di Karera assommava a 23.491 persone, delle quali 12.831 maschi e 10.660 femmine. I bambini di età inferiore o uguale ai sei anni assommavano a 3.803, dei quali 2.078 maschi e 1.725 femmine. Infine, coloro che erano in grado di saper almeno leggere e scrivere erano 15.157, dei quali 9.393 maschi e 5.764 femmine.